# Pescarolo ed Uniti

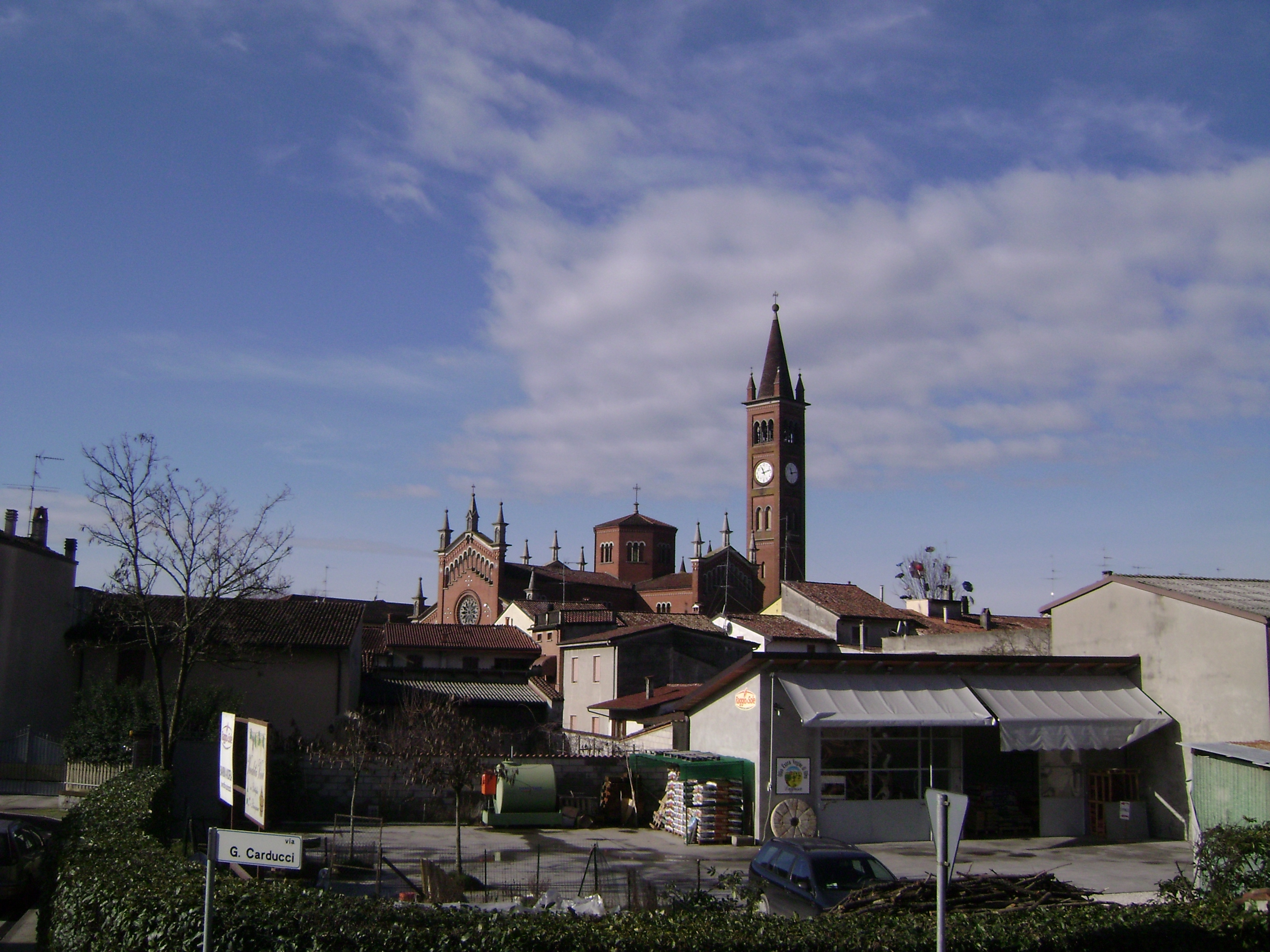
Blick auf Pescarolo ed Uniti

Pescarolo ed Uniti ist eine norditalienische Gemeinde (comune) mit 1524 Einwohnern (Stand 31. Dezember 2023) in der Provinz Cremona in der Lombardei. Die Gemeinde liegt etwa 13,5 Kilometer nordöstlich von Cremona.

## Verkehr
Am südlichen Rand der Gemeinde entlang führt die frühere Strada Statale 10 Padana Inferiore von Turin nach Monselice.